# Тадеа Висконти
Тадеа Висконти (на италиански: Taddea Visconti; * 1351, Милано, Сеньория Милано; † 28 септември 1381, Мюнхен, Херцогство Бавария-Инголщат) от род Висконти, e първата съпруга на херцога на Бавария (впоследствие Херцогство Бавария-Инголщат) Стефан III и от 1367 г. – херцогиня на Бавария. Майка е на френската кралица Изабела Баварска.

## Произход
Дъщеря е на Бернабо Висконти (* 1323, † 1385), владетел на Милано, и съпругата му Беатриче Реджина дела Скала (* 1331, † 1384). Неин дядо и баба по бащина линия са Стефано Висконти – господар на Милано и Валентина Дория, а по майчина – Мастино II дела Скала и Тадеа да Карара. Тя е първото от 15 деца и любимка на родителите си. Има петима братя и девет сестри:
- Верде (* ок. 1352, † 1414), херцогиня на Австрия като съпруга на Леополд III Хабсбург
- Марко (* 1355, † 1382), господар на Парма (1364 – 1382), съпруг на Елизабета Баварска
- Лудовико (* 1355, † 1404), управител и господар на Лоди (1379 – 1385), и управител и господар на Парма (1385 – 1404), съпруг на Виоланта Висконти
- Валентина (* 1357 или 1360/62 или 1367, † 1393), кралица на Кипър и титулярна кралица на Йерусалим от 1378 до 1382 г. като съпруга на Петър II дьо Лузинян
- Родолфо (* 1358, † 1389), господар на Парма (1364 – 1389)
- Карло (* 1359, † 1403), господар на Парма (1364), съпруг на Беатрис д’Арманяк
- Антония (* 1364, † 1405), графиня на Вюртемберг като съпруга на Еберхард III
- Катерина (* 1362, † 1404), последна господарка на Милано (1385 – 1395) и 1-ва херцогиня на Милано (1395 – 1402) като съпруга на братовчед си Джан Галеацо Висконти
- Аниезе (* 1363, † 1391), графиня на Мантуа като съпруга на Франческо I Гонзага
- Мадалена (* 1366, † 1404), херцогиня на Бавария (1381 – 1393) и на Бавария-Ландсхут (от 1392 г.) като съпруга на Фридрих Мъдри
- Джанмастино (* 1370, † 1405), господар на Бергамо и на Джера д'Ада, съпруг на Клеофа дела Скала
- Лучия (* 1372, † 1424), маркграфиня на Майсен като съпруга на Фридрих V фон Тюринген и графиня на Кент като съпруга на Едмънд Холанд
- Елизабета (* 1374, † 1432), херцогиня на Бавария като съпруга на Ернст Баварски
- Англезия (* 1377, † 1439), кралица на Кипър, Йерусалим и Армения (* ок. 1401 † 1408) като съпруга на Янус дьо Лузинян

Освен това има шестима полубратя и девет полусестри от извънбрачни връзки на баща ѝ с пет жени.
Баща ѝ непрекъснато води войни с Папската държава (той е отлъчен от Църквата) и е безмилостен тиранин. През 1385 г. е свален от племенника си Джан Галеацо Висконти и по-късно отровен в замъка на Трецо.

## Биография
Тадеа Висконти се сгодява в Милано на 12 август 1365 и през 1367 г. се омъжва в Бавария за херцог Стефан III от династия Вителсбахи. Тя има зестра от 100 хил. златни дуката. По онова време Бавария е най-богатата и мощна от германските държави. Баща ѝ успява да осигури бракове на четири от децата си с членове на рода Вителсбахи. Съюзът между Висконти и Вителсбахи е запечатан от двоен брак: в допълнение към този между Тадеа и Стефан III е отпразнуван и този вежду Марко Висконти, брат на Тадеа, и Елизабета Баварска – братовчедка на Стефан III.
След смъртта на тъста си Стефан II Тадеа става херцогиня на Горна Бавария през 1379 г. Приспособяването към живота в Бавария се оказва трудно предизвикателство за Тадеа, което я кара през следващите години да прави дълги пътувания в чужбина. Климатът на Мюнхен се оказва нездравословен за нея и тя развива постоянна кашлица и повтаряща се треска. След като Стефан III става херцог, Тадеа е принудена да присъства на повечето държавни церемонии въпреки здравето си. През годините тя започва да прави дълги посещения в родината си, като обикновено води съпруга и децата си, и спира в Милано, за да посети семейството си. Посещава Рим през 1378 г.
След пътуване до Милано, през декември 1380 г., Тадеа се разболява тежко. Когато се връща в Бавария, тя страда от треска, кашлица и загуба на тегло. Здравето ѝ продължава да се влошава и тя умира на 28 септември 1381 г. в Мюнхен на 30-годишна възраст. Погребана е във Фрауенкирхе, но гробът ѝ още не е открит. Когато новината за смъртта ѝ стига до Милано, съкрушеният ѝ баща заповядва на поданиците си да носят траурни дрехи.
След почти 4 години дъщеря ѝ Изабела става кралица на Франция. Стефан III се жени за втори път на 17 януари 1401 г. в Кьолн за Елизабет фон Клеве (* ок. 1378, † сл. 1439) – дъщеря на граф Адолф III фон Марк, от която няма деца.

## Брак и потомство
∞ 1367 в Бавария за херцог Стефан III Баварски, нар. Великолепни (* 1337; † 25 септември 1413, манастир Нидершьоненфелд) от династията Вителсбахи, 1375 г. херцог на Бавария, 1392 г. на Бавария-Инголщат, от когото има двама сина и една дъщеря:
- Лудвиг VII Баварски Брадатия (* 1368, † 1447), херцог на Бавария-Инголщат, ∞ 1. за Анна Бурбонска (* 1380, † 1408), дъщеря на Жан I Бурбон-Ла Марш, jure uxoris граф на Вандом и Кастър като Жан VII и пер на Франция като Жан II от 1371 г. Имат двама сина. 2. за Катерина д'Алансон (*1395 † 1462), чрез брак херцогиня на Бавария, от която има син и дъщеря.
- Изабела (Елизабета) Баварска (* 1370, † 1435), чрез брак кралица на Франция; ∞ 1385 за Шарл VI (* 3 декември 1368, Париж; † 1422, Париж), крал на Франция, от когото има шест сина и шест дъщери.
- син (* и † 1377).